# Saint-Mathieu
Saint-Mathieu, Okzitanisch Samatiá, ist eine französische Gemeinde mit 1069 Einwohnern (Stand 1. Januar 2022) im Département Haute-Vienne in der Region Nouvelle-Aquitaine (vor 2016 Aquitanien). Sie gehört zum Arrondissement Rochechouart, zum Kanton Rochechouart und zum Gemeindeverband Ouest Limousin. Die Einwohner werden als Mathuséens bzw. Mathuséennes bezeichnet.

## Geographie
Saint-Mathieu liegt 40 Kilometer westsüdwestlich von Limoges (Luftlinie) und ist Grenzgemeinde zum Département Dordogne. Die Stadt Nontron im Süden ist 20 Kilometer entfernt.
Die Gemeinde Saint-Mathieu wird von folgenden sieben Gemeinden umgeben:
|                                  | Chéronnac, Saint-Bazile                     |        |
| Maisonnais-sur-Tardoire          | Kompassrose, die auf Nachbargemeinden zeigt | Cussac |
| Champniers-et-Reilhac (Dordogne) | Saint-Barthélemy-de-Bussière (Dordogne)     | Marval |

Die Gemeinde Saint-Mathieu beansprucht mit 40,39 Quadratkilometer ein sehr großes Gebiet. Sie ist flächenmäßig drittgrößte im Arrondissement Rochechouart.
Zu ihr gehören folgende Weiler, Gehöfte, Schlösser, eine Mühle und Geländepunkte: Bayeras, Beauséjour, Bois de l’Autre, Bois de Palivaud, Bois des Forts, Bois Sec, Cautarial, Chambonnaud, Chambouraud, Château Rocher, Château Séchères, Chez Bécassou, Chez Chabert, Chez Goursaud, Chez Nadaud, Chez Rouchaud, Chez Tamagnon, Chez Vignette, Concoure, Coulerède, Excideuil, Fonsoumagne, Fontandreau, Fontetru, Forêt de Puy Haut, Grateloube, Grueto, Jarlat, Junicaud, L'Épurdie, L'Étaboulie, La Beille, La Besse, La Borderie, La Boulie, La Brousse, La Côte, La Croix de Labran, La Carabine, La Couade, La Forge, La Gerbaudie, La Lande, La Marchaderie, La Pêcherie, La Planche du Loup, La Serve, La Terminière, Lascaux, Laubarias, Le Bournat, Le Clos du Got, Le Coin du Parc, Le Grand Peyrouteau, Le Grand Sauvot, Le Moulin du Pont, Le Pêcher, Le Petit Peyrouteau, Le Petit Sauvot, Le Peyrat, Le Pissarou, Le Semelier, Les Brousses, Les Bussières, Les Cailloux, Les Chabaudies, Les Champs, Les Defaix, Les Flamanchies, Les Garennes, Les Gironneaux, Les Gustins, Les Landes, Les Ourgeaux, Les Perrières, Les Petites Forêts, Les Refours, Les Souchous, Les Thermes, Les Tourettes, Monteau, Neuville, Pérantonie, Pierregreffier, Puisseger, Puy Haut, Puysseguy, Rouyaflamas und Vieilleville.
Der topographisch tiefste Punkt des Gemeindegebietes von Saint-Mathieu liegt mit 225 Metern über dem Meer an der Tardoire im äußersten Nordwesten, der höchste Punkt mit 438 Metern am Puy Haut im Südosten. Dieser Höhenrücken gehört bereits zu den Monts de Châlus. Der maximale Höhenunterschied beträgt 210 Meter.

### Verkehrsanbindung
Durch das Ortszentrum von Saint-Mathieu verläuft in Nordost-Südwestrichtung die ehemalige Route nationale 675 von Rochechouart nach Nontron. Ferner quert in ost-westlicher Richtung die D 699 von Cussac nach Montbron. Die D 87 verlässt Saint-Mathieu nach Norden in Richtung Chérronac. Die D 67 verbindet das Ortszentrum mit Marval im Süden. Eine Kommunalstraße verbindet Saint-Mathieu mit Maisonnais-sur-Tardoire im Westen.

### Bodenbedeckung

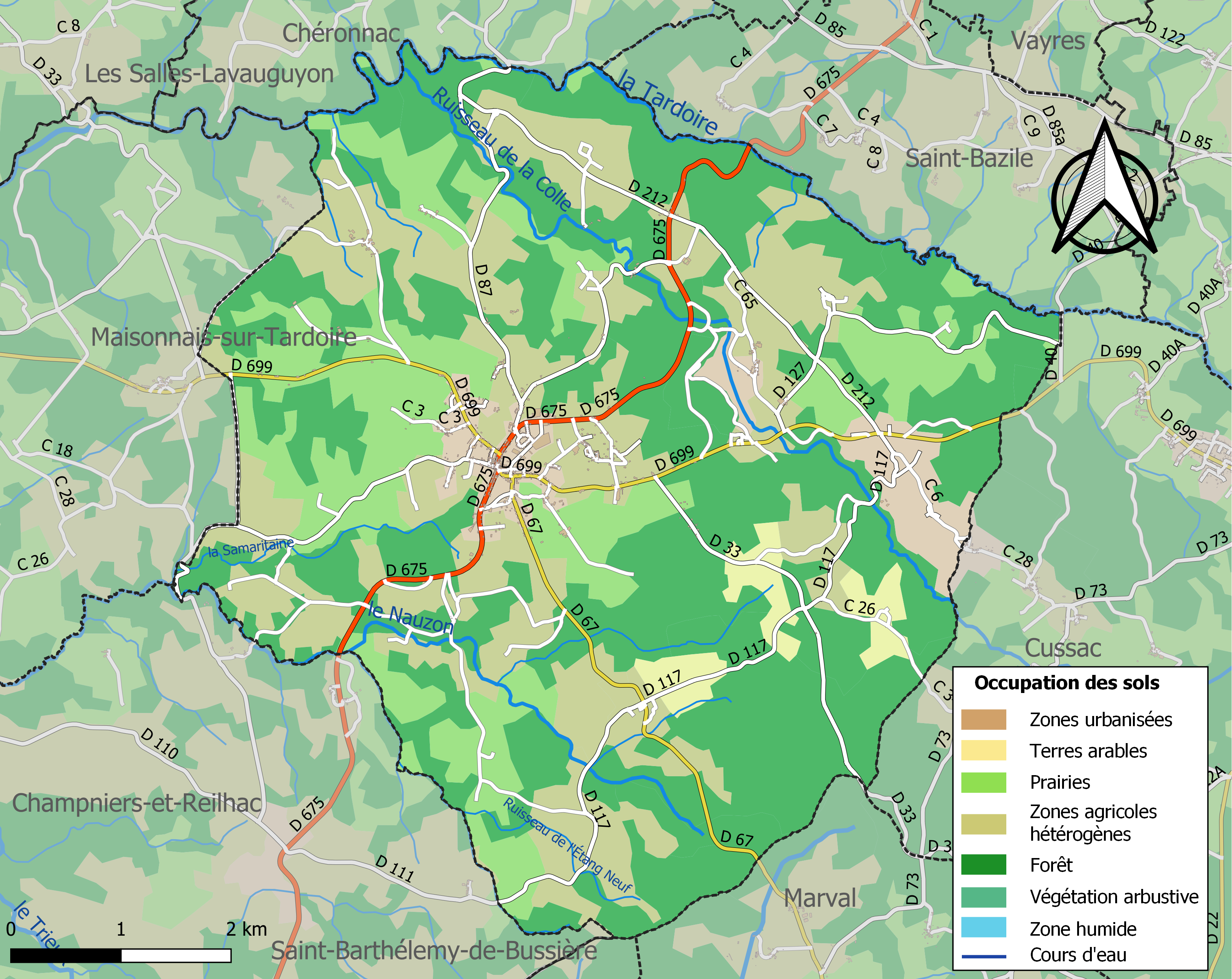
Bodenbedeckung in Saint-Mathieu

Die Bodenbedeckung der Gemeinde Saint-Mathieu schlüsselt sich im Jahr 2018 gemäß der europäischen Datenbank CORINE Land Cover (CLC) wie folgt auf:
- Wälder – 48,2 %
- heterogene landwirtschaftliche Nutzung – 26,6 %
- Wiesen – 17,7 %
- bebaut – 4,5 %
- Ackerland – 2,5 %
- landwirtschaftlich ungenutzte Grünflächen – 0,6 %.

Die Waldflächen stehen eindeutig im Vordergrund, sie sind aber von 48,7 % im Jahr 1990 auf 48,2 % im Jahr 2018 leicht zurückgegangen.

## Hydrographie
Grenzfluss zu den nördlichen Nachbargemeinden Chéronnac und Saint-Bazile ist die Tardoire, die generell nach Nordwest entwässert. Ihr linker Nebenfluss, die Colle, fließt ebenfalls nach Nordwesten ab. Sie wird etwa zwei Kilometer nordöstlich vom Ortskern zum Lac de Saint-Mathieu aufgestaut. Südlicher Grenzfluss zu Champniers-et-Reilhac ist der nach Westen drainierende Nauzon. Dieser spaltet sich im Gemeindegebiet in kleine Nebenflüsse auf – linksseitig in die Samaritaine und rechtsseitig in den Ruisseau de l'Étang Neuf, der die Grenze zu Champniers-et-Reilhac fortsetzt. Der Nauzon wird in seinem Oberlauf als Ruisseau de l'Étang de l'Étourneau bezeichnet und ist zu vielen kleinen Weihern aufgestaut.

## Geologie
Saint-Mathieu liegt vollständig auf dem kristallinen, variszischen Grundgebirge des nordwestlichen Massif Central, das hier eine Aufwölbung bildet – den Saint-Mathieu-Dom. Die Domstruktur besteht aus dem Saint-Mathieu-Leukogranit, der im Oberkarbon in die Glimmerschiefer der Parautochthonen Glimmerschiefereinheit eingedrungen ist. Die Glimmerschiefer sind im Osten des Gemeindegebiets anstehend, kleinere Inseln sind hauptsächlich um Fonsoumagne auch im Leukogranit eingeschlossen. Sie streichen generell Südost-Nordwest und fallen mit 30 bis 70 Grad nach Nordost ein, biegen aber bei Chez Chabert in die Ost-West-Richtung mit Einfallen nach Norden. Ganz am äußersten Nordostrand des Gemeindegebietes bei Le Grand Sauvot sind auch noch Augengneise der Unteren Gneisdecke des Limousins zu beobachten, welche in west- bis südwestlicher Richtung auf die Glimmerschiefer aufgeschoben wurden. Auch sie führen Leukogranitinseln. Der Leukogranit tritt überwiegend in seiner mittel- bis grobkörnigen Normalfazies auf, gelegentlich aber auch feinkörnig als Champniers-et-Reilhac-Leukogranit wie beispielsweise bei Les Gustins. Er wird von zahlreichen steilstehenden Mikrogranitgängen durchzogen, welche meist der Nordnordost- oder der Nordnordwestrichtung folgen. Vereinzelt erscheinen auch Quarzgänge und Pegmatite im Leukogranit.

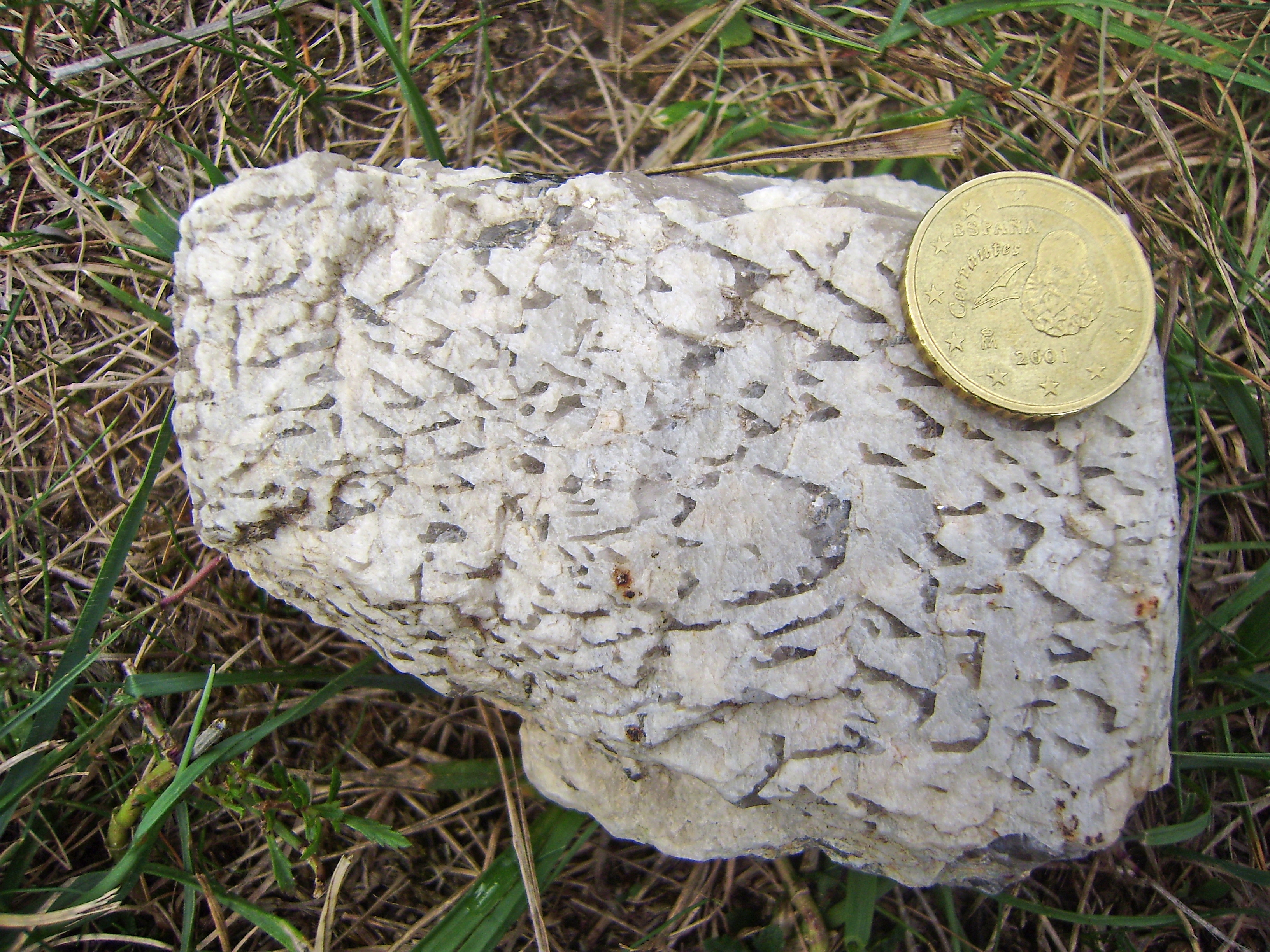
Schriftgranit aus Pegmatiten im Saint-Mathieu-Leukogranit am Lac de Saint-Mathieu
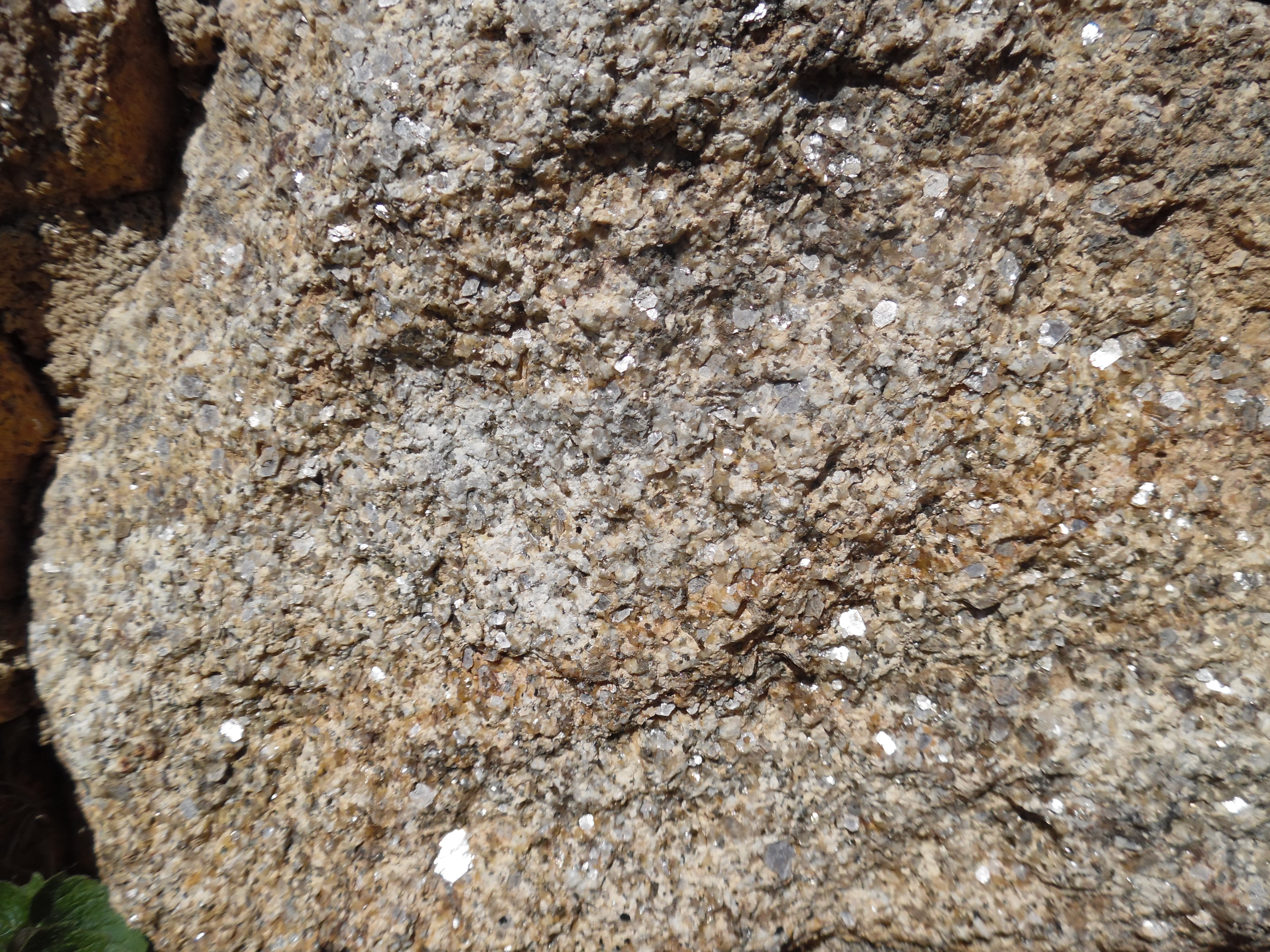
Saint-Mathieu-Leukogranit in grobkörniger Normalfazies
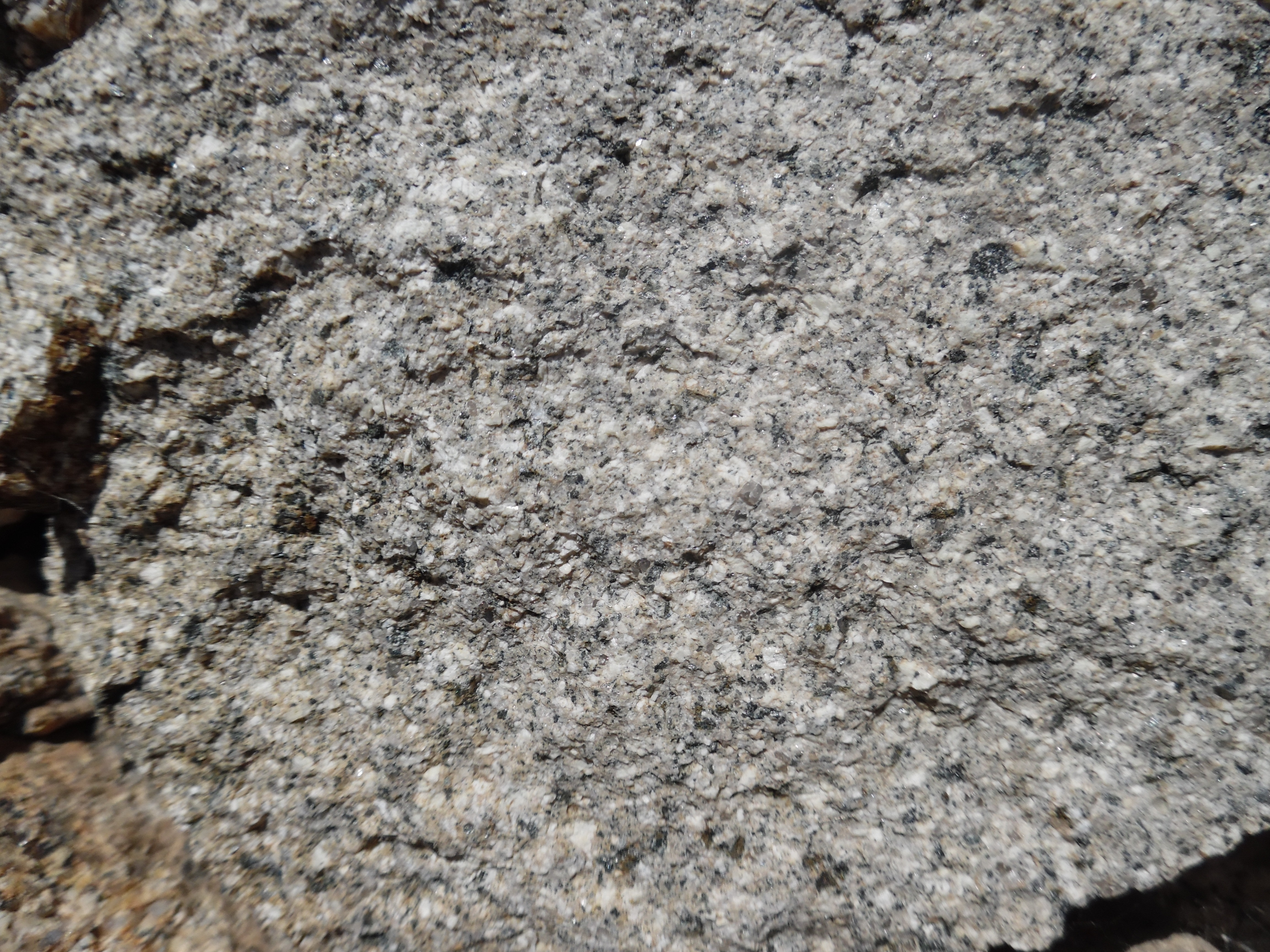
Feinkörnige Fazies des Saint-Mathieu-Leukogranits

## Ökologie
Die Gemeinde Saint-Mathieu bildet einen integralen Bestandteil des Regionalen Naturparks Périgord-Limousin.

## Etymologie
Saint-Mathieu leitet sich vom OkzitanischenSant Matiá bzw. Samatiá ab, d. h. vom Heiligen Matthias und nicht vom Heiligen Matthäus.

## Geschichte
Die ältesten Besiedlungsspuren in der Gemeinde Saint-Mathieu gehen bis in die Eisenzeit zurück. Gefunden wurden mehrere, eine Grabkammer enthaltende Tumuli. Die Grabkammern waren mit Steinäxten und Graburnen bestückt. Die Tumuli befanden sich entlang dem Höhenrücken zwischen Saint-Mathieu und La Chapelle-Montbrandeix und folgten keltischen Wegestrecken, die aus Sicherheitsgründen immer Höhenlagen gegenüber Talungen bevorzugten.
Aus der gallorömischen Epoche fanden sich die Überreste einer Villa bei Les Bussières – Dachziegel und Mauerstümpfe.
Im Mittelalter erfuhr der jetzige Ortskern eine rasche Entwicklung. So wurde im 12. Jahrhundert die romanische Ortskirche errichtet. Hinter der Kirche wurde dann im Jahr 1373 ein Wehrschloss erbaut, das der Familie Vigier gehörte. Es reiht sich ein in eine Kette von Befestigungsanlagen im Grenzgebiet Charente-Limousin-Périgord. Von ihm ist heute so gut wie nichts mehr erhalten, der letzte Turm wurde 1927 abgerissen. Im Jahr 1486 wurde die Kirche umgebaut und erweitert. Dank reicher natürlicher Ressourcen konnte sich in Saint-Mathieu während des Mittelalters eine Eisen verarbeitende Kleinindustrie etablieren, die sich auf die Herstellung von Kettenhemden spezialisierte. Schmiedewerke bestanden bei La Couade, Le Buisson und Séchères noch bis 1860.

## Bevölkerungsentwicklung
| Jahr                       | 1962 | 1968 | 1975 | 1982 | 1990 | 1999 | 2006 | 2014 | 2020 |
| Einwohner                  | 1711 | 1613 | 1483 | 1364 | 1271 | 1233 | 1186 | 1099 | 1077 |
| Quellen: Cassini und INSEE |      |      |      |      |      |      |      |      |      |

Die Bevölkerungszahlen der Gemeinde Saint-Mathieu sind seit 1962 rückläufig (Bevölkerungsverlust von 37 Prozent), ihr Rückgang hat sich jedoch seit 1990 abgeschwächt.

## Sehenswürdigkeiten

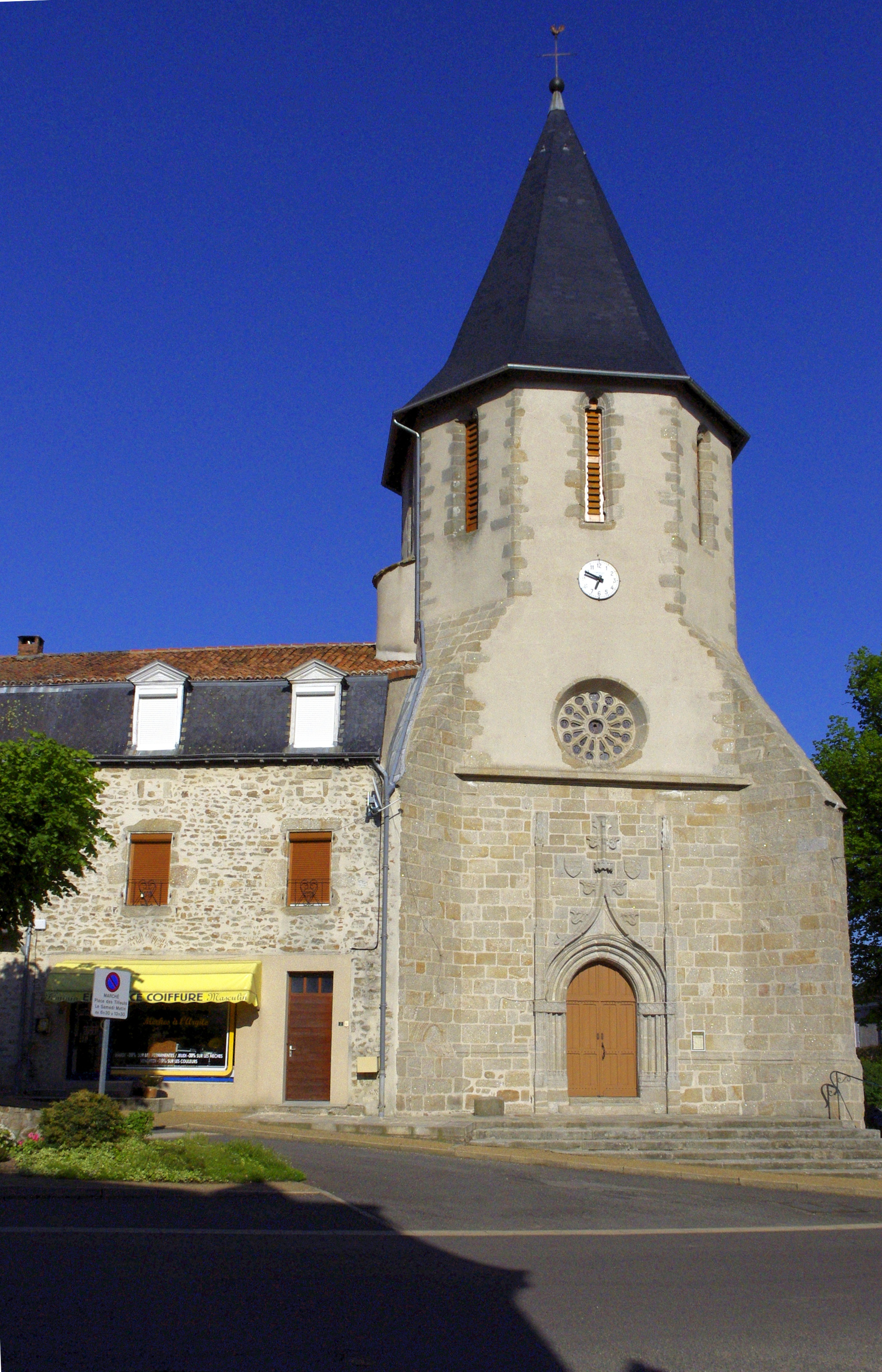
Kirche Saint-Mathieu
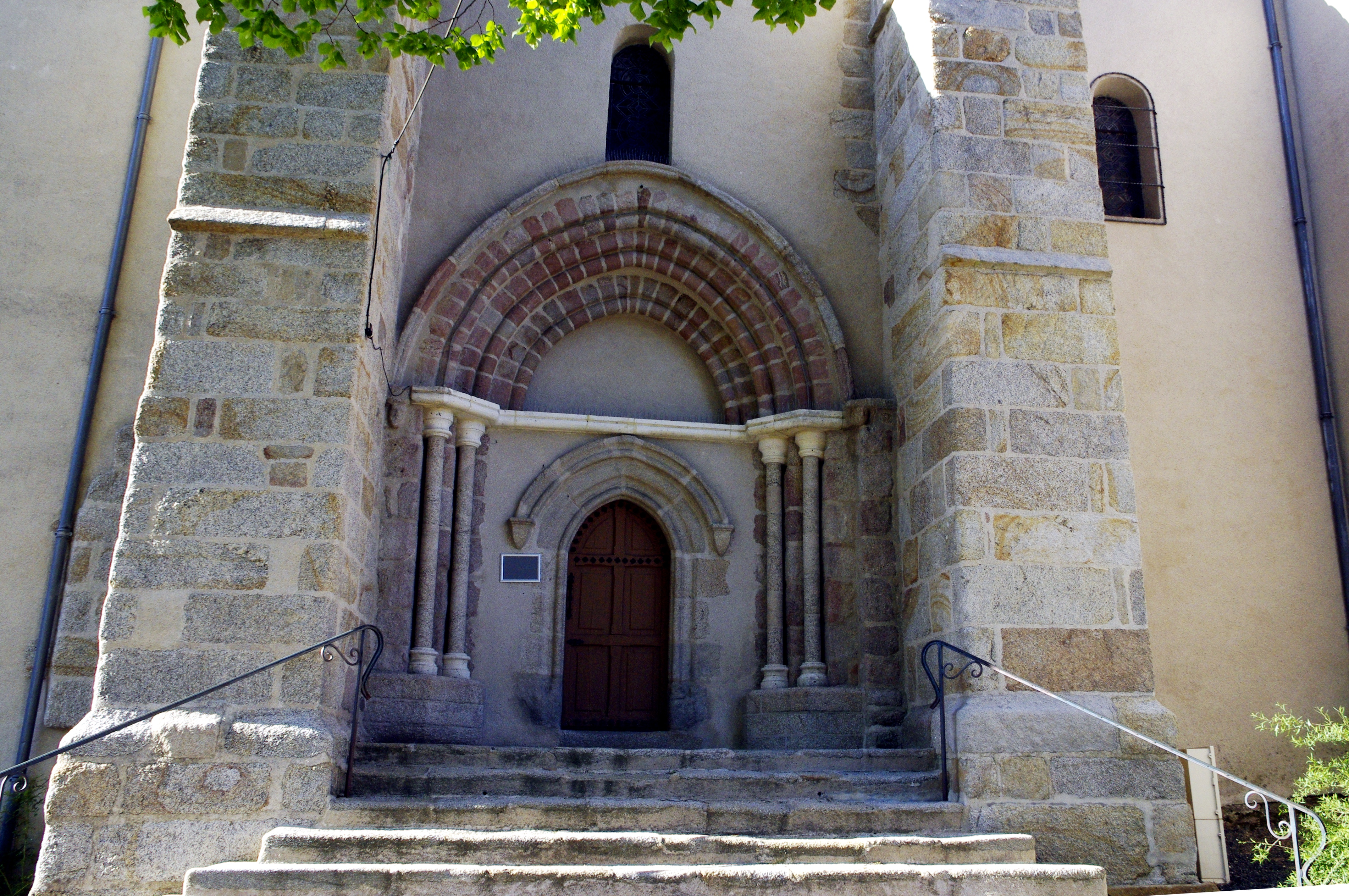
Südportal
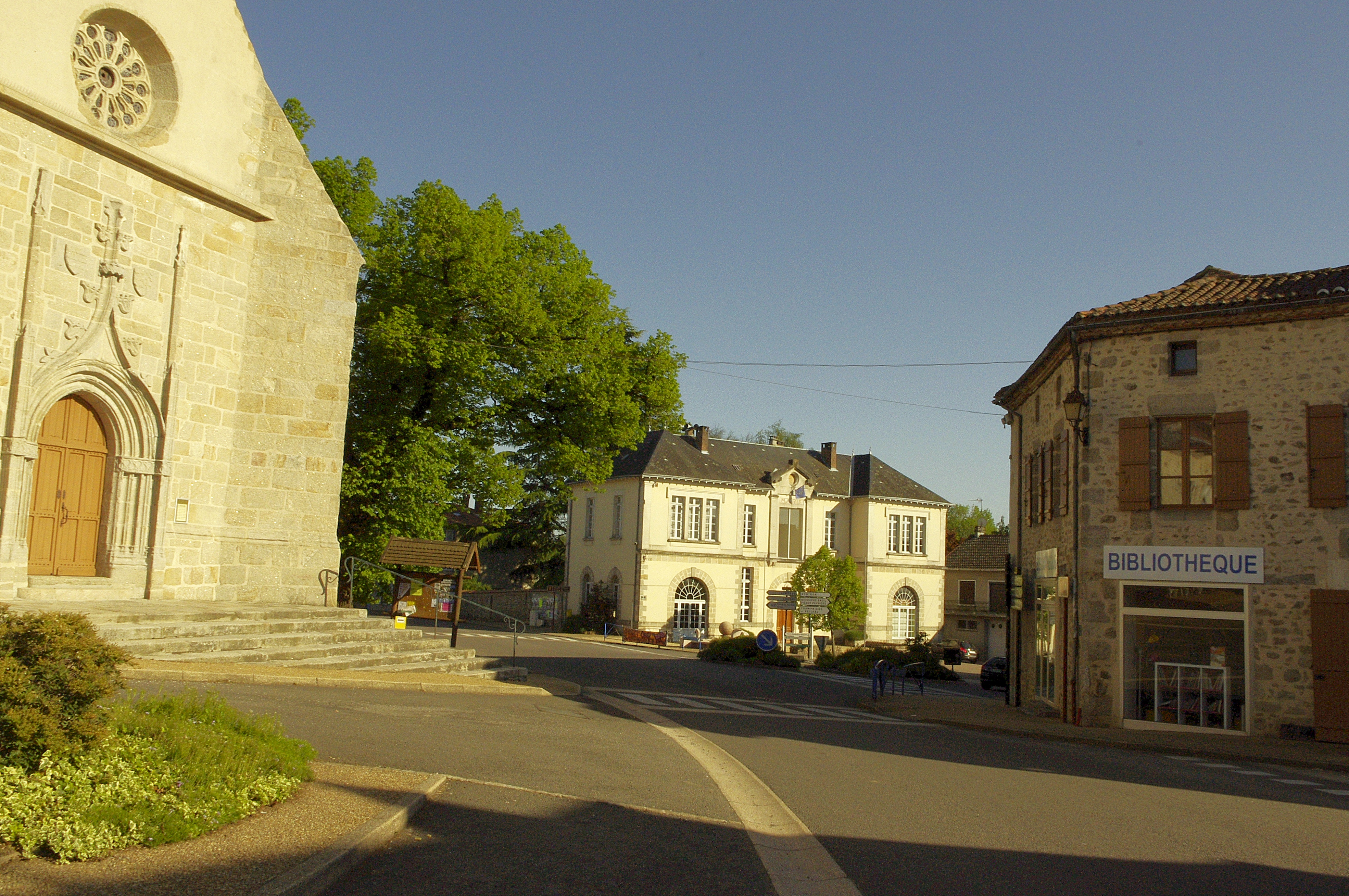
Ortszentrum
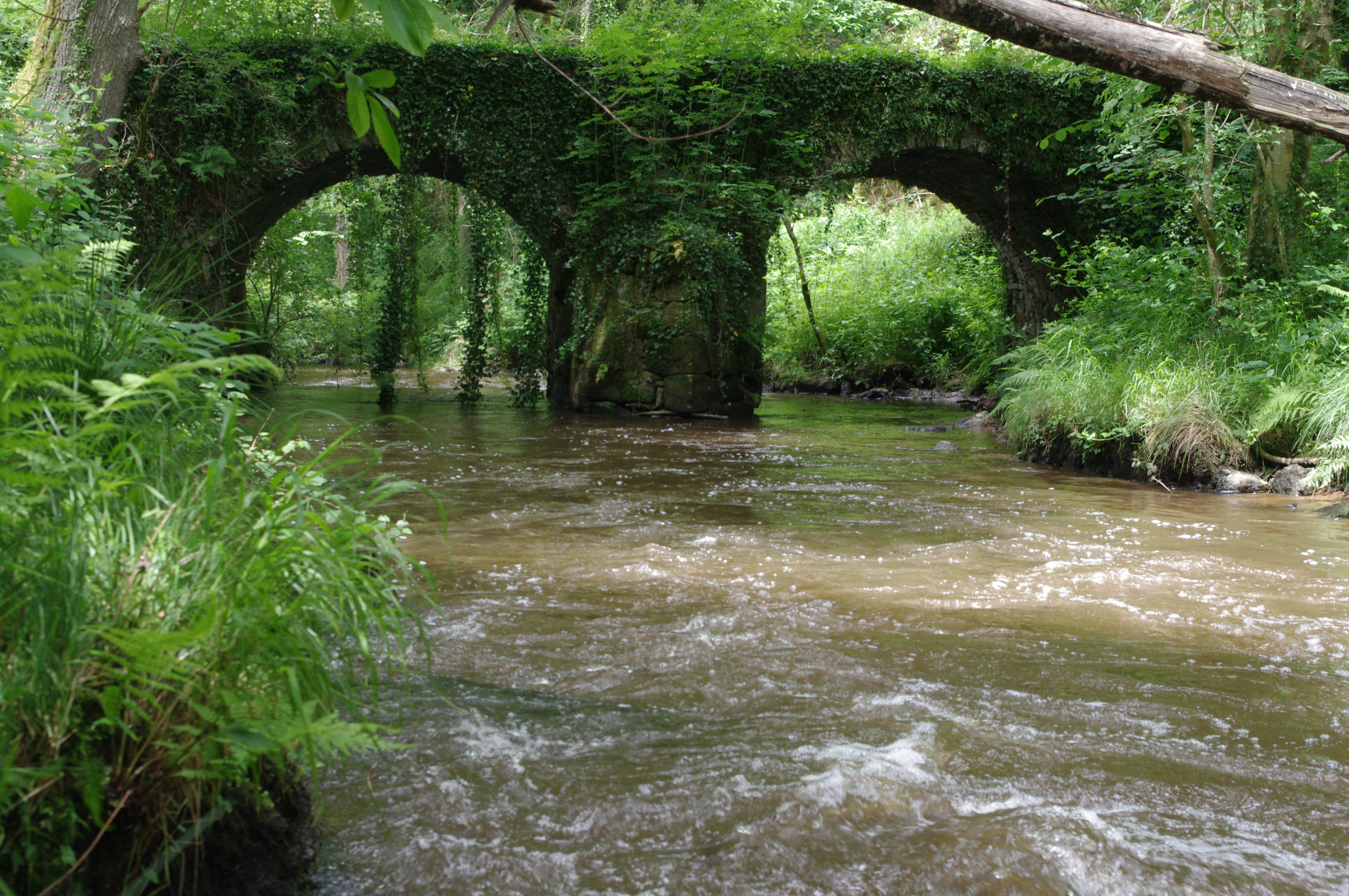
Brücke über die Tardoire bei Le Moulin du Pont
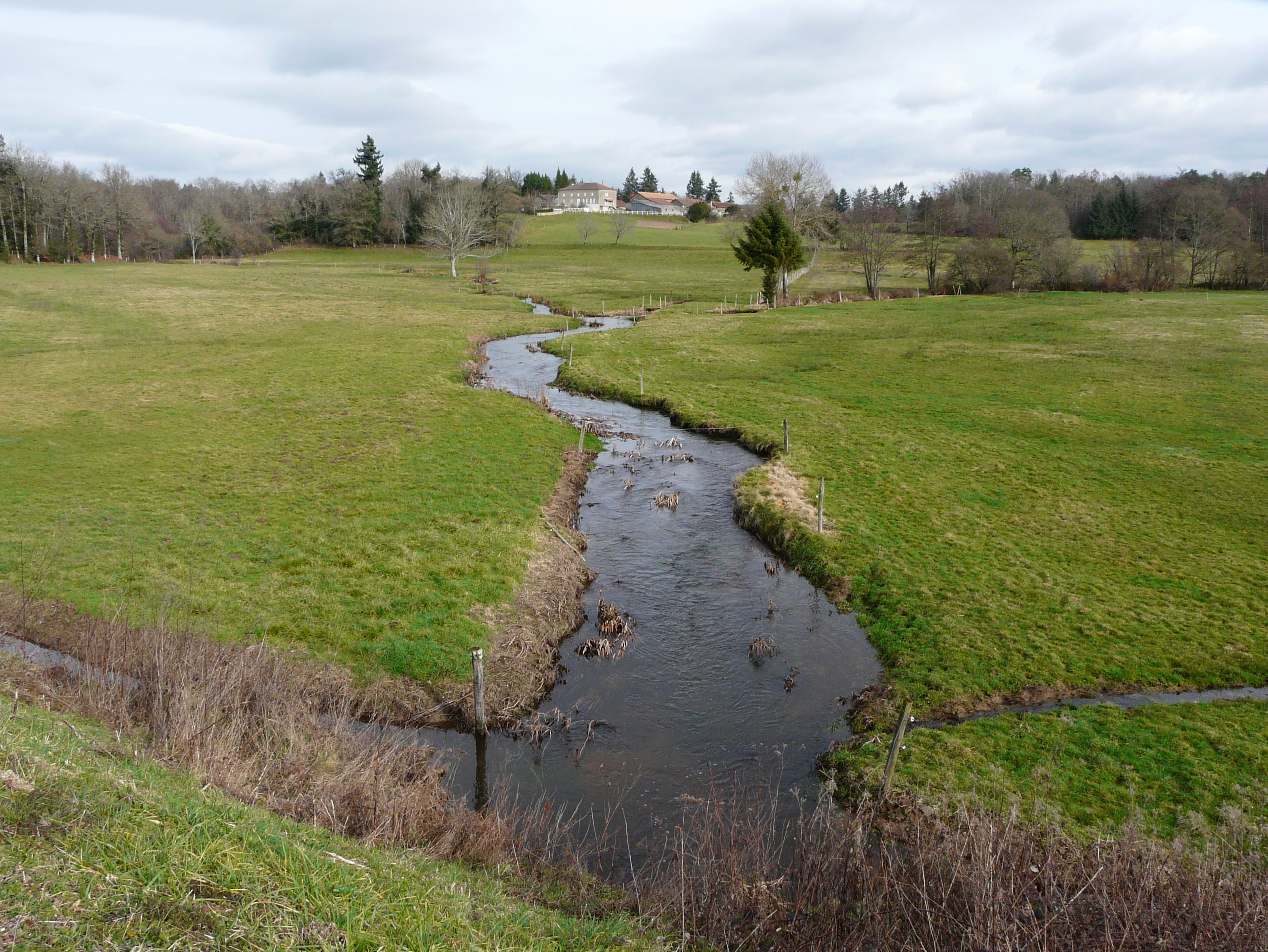
Der Nauzon, Grenzfluss zwischen Saint-Mathieu (links) und Champniers-Reilhac (rechts)

- Château Rocher, Schloss
- Stausee Lac de Saint-Mathieu.

- Kirche Saint-Mathieu
- Südportal
- Ortszentrum
- Brücke über die Tardoire bei Le Moulin du Pont
- Der Nauzon, Grenzfluss zwischen Saint-Mathieu (links) und Champniers-Reilhac (rechts)